# Пневмокониоз
Пневмокониоз (лат. pneumon — лёгкие и konia — пыль) — группа заболеваний лёгких (необратимых и неизлечимых), вызванных накоплением в лёгких достаточно большой дозы нерастворимой производственной пыли, вызывающей развитие в них фиброзного процесса. Пневмокониозы относятся к профессиональным болезням. Начальные стадии не выявляются при флюорографии и могут быть обнаружены при вскрытии при вредном стаже менее 1 года. Встречаются у рабочих горнорудной, угольной, машиностроительной и некоторых др. отраслей промышленности.

## Классификация пневмокониозов
В зависимости от состава вдыхаемой пыли различают несколько видов пневмокониоза:
- I группа – пневмокониозы, развивающиеся от воздействия высоко- и умереннофиброгенной пыли:

1. Силикоз
2. Пневмокониозы от смешанной пыли с высоким содержанием свободного диоксида кремния (силикосиликатозы (пыль с высоким содержанием свободного диоксида кремния у работающих в фарфоро-фаянсовой и керамической промышленности, в производстве шамота и других огнеупорных изделий), силикоантракоз (смесь пыли диоксида кремния и каменноугольной пыли), силикосидероз (диоксид кремния + пыль железа).

- II группа – пневмокониозы от воздействия слабофиброгенной пыли:

1. Силикатозы (асбестоз, талькоз, каолиноз, оливиноз (вдыхание пыли оливина), нефелиноз (вдыхание пыли минерала нефелина), цементный слюдяной пневмокониоз);
2. Карбокониозы (антракоз (вдыхание угольной пыли), графитоз, сажевый пневмокониоз(болезнь трубочистов));
3. Пневмокониоз шлифовальщиков и наждачников (смеси пыли алюминия, железа, олова и т.д.);
4. Пневмокониозы от рентгеноконтрастных пылей (сидероз (пыль железа), пневмокониоз электро- и газосварщиков, баритоз, станиоз (пыль олова), манганокониоз (пыль марганца)).

- III группа – пневмокониозы от воздействия аэрозолей токсикоаллергического действия (металлы-аллергены, пластмассы, другие полимерные материалы, органические вещества)

1. Бериллиоз;
2. Алюминоз (пыль алюминия);
3. Пневмокониозы от органической пыли (биссиноз (пыль хлопка), багассоз (пыль сахарного тростника) и др).

В 2013 году пневмокониозы спровоцировали 260 000 смертей во всем мире по сравнению с 251 000 смертями в 1990 году. Из этого числа 46 000 смертей произошли из-за силикоза, 24 000 — из-за асбестоза и 25 000 — из-за пневмокониоза у работников угольной промышленности.

## Признаки болезни
Пневмокониозы — хронические заболевания, обычно развивающиеся постепенно. Риск их развития зависит от накопленной дозы пыли, т.е. от соотношения между её поступлением, выведением, свойств пыли и длительностью работы в запылённых условиях. Течение заболевания зависит от условий труда (степень запылённости воздуха в рабочем помещении, состав пыли), наличия сопутствующих заболеваний (особенно органов дыхания, в том числе туберкулёза, и сердечно-сосудистой системы), индивидуальной чувствительности организма. Клинические проявления различны при разных видах пневмокониоза, хотя у них есть и общие признаки. В зависимости от степени выраженности фиброзного процесса различают несколько стадий заболевания. Вначале отмечаются боли в груди, сухой кашель. В дальнейшем появляются признаки лёгочной недостаточности, к которым затем могут присоединиться явления сердечной недостаточности. Нередко наблюдаются изменения (атрофия или гипертрофия) слизистых оболочек дыхательных путей, нарушаются функции желудка и поджелудочной железы, возникают нарушения обмена веществ. Осложнения: воспаление лёгких, туберкулёз, хронический бронхит, бронхоэктатическая болезнь.
Жалобы: непродуктивный кашель, прогрессирующая одышка. Развивается цирроз лёгкого, сморщивание лёгочной ткани с участками эмфиземы.

## Диагностика
Диагноз ставят с учётом длительности контакта больного с производственной пылью, её состава, конкретных условий труда, перенесённых заболеваний органов дыхания и др. Но в РФ подавляющее большинство профессиональных заболеваний - не регистрируется.
Для своевременной диагностики заболевания уже много десятилетий используется флюорография. Однако она не способна выявить самые ранние стадии заболевания, когда изменения в органах дыхания происходят, но образования ещё маленькие. В результате вскрытия случайно погибших горняков, успешно проходивших медосмотры и признанных здоровыми, уже с 1960-х годов систематично выявляют начальные стадии заболевания. Например, исследование лёгочной ткани у 50 погибших горнорабочих Кузбасса выявило начальные стадии заболевания у них всех, причём минимальный «вредный» стаж в этой группе был полгода.

## Лечение болезни
Специфических методов лечения пневмокониоза не существует.
Основные лечебно-профилактические мероприятия направлены на уменьшение отложения пыли в лёгких и выведение её, торможение аллергических реакций ткани на воздействие пыли, повышение иммунитета организма, улучшение вентиляции лёгких, кровообращения и обменных процессов. Применяют дыхательную гимнастику, лечебное питание, средства, снимающие спазмы бронхов, сердечно-сосудистые, антибактериальные препараты, кислородное лечение, витаминотерапию, в некоторых случаях — кортикостероидные гормоны. В случае силикотуберкулёза — лечение в противотуберкулёзном диспансере. Санаторное лечение на местных климатических курортах; в нежаркое время года — Южный берег Крыма, Северный Кавказ, курорт Боровое и др.
По некоторым данным, применение лекарственных препаратов (поливинилоксидов) может задерживать развитие силикотического процесса в лёгких у подопытных животных. Но проверка препаратов этого типа (в СССР) не повлекла их применение для лечения людей из-за негативного результата. Академик Величковский Б.Т. считает, что следует провести более углублённое (повторное) изучение таких препаратов; и учесть то, что их уже используют для лечения (торможения развития заболевания) в некоторых странах, например, в Китае.

## Формы заболевания
По этиологии разделяют 6 групп пневмокониоза:
1. Силикоз — пневмокониоз, развивающийся от вдыхания кварцевой пыли (SiО2).
2. Силикатоз — пневмокониоз от вдыхания пылевой смеси силикатов, содержащих диоксид кремния в комплексе с другими элементами (асбестоз, талькоз, каолиноз, нефелиноз, цементный, слюдяной пневмокониоз и др.).
3. Металлокониозы — пневмокониоз, вызываемый пылью металлов: (алюминоз — алюминия, сидероз[англ.][14] — окислов железа).
4. Карбокониоз — антракоз от вдыхания угольной пыли (антракоз, графитоз, сажевый пневмокониоз и др.).
5. От смешанной пыли («пневмокониоз электросварщиков и газорезчиков», «пневмокониоз шлифовальщиков»).
6. Пневмокониоз, обусловленный вдыханием органической пыли, содержащей частицы растительного (хлопковая, зерновая пыль) или животного происхождения, микроорганизмов, адсорбированных на ней и продуктов их жизнедеятельности.

## Профилактика
Так как пневмокониоз неизлечим и необратим, крайне важно предотвратить вдыхание пыли. Для этого необходимо изменение технологии: снижение запылённости воздуха, автоматизация технологических процессов и дистанционное управление, использование эффективной вентиляции и воздушных душей и др. Переход на влажное бурение способствует тому, что пыль оседает, а не вдыхается рабочим. Предварительный (для поступающих на работу) и периодический (для работающих) медосмотры. Для предупреждения дальнейшего прогрессирования фиброзного процесса — перевод больных на работу, не связанную с воздействием пыли. Также имеют значение санитарные, просветительские и медицинские мероприятия.
С целью эффективной профилактики пневмокониозов, законодательство США обязывает всех работодателей, проводящих подземную добычу угля, с февраля 2016 г. использовать персональный пылемер, измеряющий концентрацию пыли в реальном масштабе времени, что позволяет своевременно обнаружить превышение ПДК, и принять адекватные корректирующие меры.
Изучение профессиональной заболеваемости работников разных отраслей в СССР и РФ показало, что при том, как сейчас выбираются и используются СИЗОД (в РФ), добиться эффективной профилактики профессиональных заболеваний с помощью этого "последнего средства защиты", удаётся исключительно редко.
За период трудового стажа в органы дыхания шахтёра или другого работника могут поступать (суммарно) килограммы пыли; но при вскрытиях масса пыли (вызвавшей силикоз и другие пневмокониозы) в десятки раз меньше. Это объясняется тем, что большая часть пыли удаляется из организма за счёт его собственного механизма "самоочистки". Поэтому, когда не удаётся снизить концентрацию пыли на рабочем месте до безопасного уровня (ПДКр.з.), очень важно сохранять и поддерживать эту способность (профилактика простуд, фотарии, ингаляции и др.).

### Использование средств индивидуальной защиты (СИЗ) для профилактики пневмокониозов
По мнению начальника Департамента условий и охраны труда Ю.Г. Сорокина (Минтруд РФ), одновременно возглавлявшего лоббистское объединение поставщиков СИЗ "... наиболее часто у работников диагностируются ... пневмокониозы ... . Правильный подбор и применение современных СИЗ для защиты органов дыхания позволяет предотвратить возникновение данных заболеваний". Заявление о высокой профилактической эффективности СИЗ органов дыхания (и других) было обосновано ссылкой на "экспертные оценки". 
Влияние СИЗ на профессиональную заболеваемость рассматривалось во многих из ежегодных докладов Роспотребнадзора "о санитарно-эпидемиологическом благополучии ...". По данным этих документов за 2003-2023 гг. из 147 тыс. случаев профзаболеваний и отравлений 461 был вызван: отсутствием СИЗ (6,8%), не применением СИЗ (45%), недостатками СИЗ (48%), или неисправностью СИЗ (0,2%). Этот 461 случай составляет всего лишь 0,31% от всех 147 тыс. профзаболеваний и отравлений.
Тем не менее, вопреки мнению специалистов и опыту развитых стран, но благодаря государственной поддержке, СИЗ стали основным (нередко единственным) средством профилактики профзаболеваний в РФ: затраты на СИЗ достигли 49,8 % от затрат на охрану труда, за 2001-2023 гг. их закупки возрасти в 15 раз. Но это не привело ни к устранению профзаболеваемости, ни к заметному снижению смертности населения РФ трудоспособного возраста, что подтверждает их низкую эффективность как профилактического средства.

## Антракоз у животных
Наиболее часто он встречается у лошадей и собак. Лёгкие при этом приобретают диффузную или пёструю аспидно-черную или шиферную окраску. Значительное отложение угольной пыли вызывает воспалительные изменения, развитие соединительной ткани и индурацию лёгких.